# 24 Heures du Mans 1955
Navigation
Édition précédente Édition suivante
Les 24 Heures du Mans 1955 sont la 23e édition de l'épreuve et se déroulent les 11 et 12 juin 1955 sur le circuit de la Sarthe. Cette course est la quatrième manche du Championnat du monde des voitures de sport 1955 (WSC - World Sportscar Championship).
La course a été marquée par un grave accident qui coûta la vie à plus de 80 spectateurs dans les tribunes ainsi qu'au pilote français de la Mercedes-Benz 300 SLR, Pierre Levegh. Il s'agit du plus grave accident de l'histoire du sport automobile. Se trouvant à l'origine de l'enchaînement malheureux ayant mené à cet accident dramatique, Mike Hawthorn est aussi le vainqueur de l'épreuve associé à Ivor Bueb sur Jaguar. À l'issue de celle-ci, les dirigeants de Mercedes prennent la décision de se retirer de la compétition automobile à la fin de l'année et la firme allemande ne reviendra sous son nom au Mans que quarante-trois ans plus tard et en Formule 1 à partir de 2010.   

## Principaux engagés
Mercedes-Benz

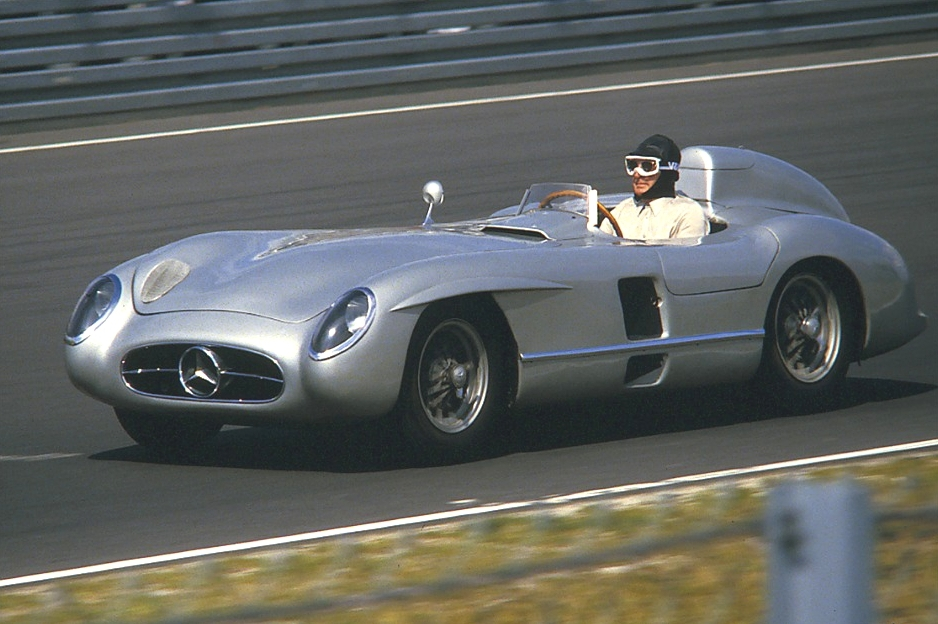
La Mercedes-Benz 300 SLR dans une épreuve « rétro » en 1986.

La principale attraction des 24 Heures du Mans 1955 est le retour des « Flèches d'Argent », le surnom donné aux bolides de la marque Mercedes-Benz. Victorieuses en 1952, les Mercedes-Benz étaient absentes en 1953 et 1954. Leur retour au Mans, un an après leur retour victorieux en Formule 1, est donc particulièrement attendu. La firme de Stuttgart a conçu une toute nouvelle voiture, la Mercedes-Benz 300 SLR. Son nom est trompeur, car il donne l'impression qu'il s'agit d'une évolution de la Mercedes-Benz 300 SL victorieuse en 1952. En réalité, il s'agit d'un prototype basé sur la Mercedes-Benz W196 dominatrice en Formule 1. La SLR en reprend notamment le moteur 8 cylindres en ligne, avec un cylindrée toutefois porté de 2 500 cm3 à 3 000 cm3. Trois SLR sont engagées :
- la no 19, pilotée par l'Argentin Juan Manuel Fangio et le Britannique Stirling Moss. Il s'agit de l'équipage « star » de l'épreuve. Fangio est alors unanimement considéré comme le meilleur pilote du monde. Il a déjà été sacré deux fois champion du monde de Formule 1, et file vers un troisième titre. Quant à Stirling Moss, s'il n'a pas encore gagné en Grand Prix, il est considéré comme l'un des pilotes les plus prometteurs de sa génération et comme Fangio, représente également les couleurs de Mercedes-Benz en Formule 1. Il a déjà imposé la 300 SLR en course quelques semaines plus tôt, à l'occasion des Mille Miglia, battant par la même occasion le record de l'épreuve ;
- la no 20, pilotée par l'Américain John Fitch et le Français Pierre Levegh. Composé de deux pilotes de moindre envergure que Moss et Fangio, cet équipage n'en est pas moins l'un des favoris du public, qui se souvient de l'exploit réalisé en 1952 par Levegh. Sans équipier, le Français avait tenu tête pendant près de 23 heures aux Mercedes-Benz, avant d'être victime d'une casse moteur de sa Talbot. Au moment de finaliser ses équipages pour l'édition 1955 du Mans, le directeur sportif de Mercedes-Benz, Alfred Neubauer, n'a pas oublié l'exploit et offre au vétéran français (49 ans) son bâton de maréchal. Il faut préciser que Pierre Levegh remplace Hans Herrmann qui fut victime d'un accident (duquel il a survécu) au Grand Prix de Monaco une semaine avant les 24 heures ;
- la no 21, pilotée par l'Allemand Karl Kling et le Français André Simon.

Jaguar
Victorieuses en 1953 avec la Type C, battues de peu en 1954 avec la nouvelle Type D, les Jaguar sont une valeur sûre des 24 Heures du Mans. L'écurie officielle engage trois voitures, uniquement confiées à des pilotes britanniques :
- la no 6 pour Mike Hawthorn et Ivor Bueb. Ce sont deux nouveaux venus chez Jaguar. Mais si Bueb est relativement méconnu, Mike Hawthorn s'est déjà fait un nom en Formule 1 puisqu'il a piloté avec succès en 1953 et 1954 au sein de la Scuderia Ferrari. Il a signé son arrivée chez Jaguar en remportant en début d'année les 12 Heures de Sebring ;
- la no 7 pour Tony Rolt et Duncan Hamilton. Sans être considérés comme des pilotes extrêmement rapides, ce sont deux véritables spécialistes des 24 Heures du Mans, comme l'ont prouvé leur succès lors de l'édition 1953 et leur deuxième place en 1954 ;
- la no 8 pour Don Beauman et Norman Dewis.

Ferrari
La Scuderia est la tenante du titre. Elle engage trois Ferrari 121LM :
- la no 3 pour l'Italien Umberto Maglioli et l'Américain Phil Hill ;
- la no 4 pour les Italiens Eugenio Castellotti et Paolo Marzotto ;
- la no 5 pour le Français Maurice Trintignant, vainqueur en 1954, et l'Américain Harry Schell.

## Nombre de pilotes qualifiés pour la course
120 pilotes sont au départ de cette édition 1955 des 24 Heures du Mans.
| 46 Britanniques | 35 Français | 11 Italiens | 9 Américains | 6 Allemands |
| 4 Belges        | 3 Suisses   | 2 Argentins | 2 Irlandais  | 1 Brésilien |
| 1 Guatémaltèque |             |             |              |             |

## Déroulement de la course
Le départ est donné le samedi à 16 h. Suivant la tradition, les voitures sont garées en épi le long du muret des stands, et les pilotes, à l'ordre du starter, doivent traverser la piste en courant et sauter dans leurs machines pour s'élancer. Le premier à démarrer est le jeune italien Eugenio Castellotti sur sa Ferrari no 4, suivi de la Ferrari no 3, puis des deux Jaguar Type D pilotées respectivement par Mike Hawthorn (no 6) et Don Beauman (no 8). Chez Mercedes-Benz, Pierre Levegh réussit lui aussi son départ, mais Juan Manuel Fangio le rate complètement car il a voulu copier le style de son équipier Stirling Moss, c'est-à-dire sauter dans la voiture sans ouvrir la porte. Fangio s'était coincé le pantalon dans le levier de vitesse, le temps de se dégager, et la plus rapide des Flèches d'Argent est condamnée à ce qu'une bonne partie du peloton lui passe devant. Cet incident donne une nouvelle dimension à la course, car pendant que Castellotti et Hawthorn sont en tête, Fangio entame une fantastique remontée, battant record du tour sur record du tour. Il met cinq tours à revenir sur le duo de tête et c'est là que l’affrontement commence. Pour Hawthorn, qui était un irréductible nationaliste et anti-germanique, il est hors de question qu'une Mercedes-Benz lui passe devant et il décide de pousser sa Jaguar à fond, Fangio et Castellotti tentent de le suivre. Les trois voitures de tête se mettent alors à rouler à une allure de Grand Prix et non d'Endurance. Vers 18 h, le record du tour est battu par Hawthorn avec 4 min 6 s. Fangio confiera plus tard qu'il ne pouvait pas aller plus vite et Hawthorn dira « On a pris des risques insensés ».

### Les circonstances de course

Schéma de l'accident.

Le rythme imprimé par la Jaguar no 6 et la Mercedes-Benz no 19 est tel que vers 18 h 25, ils rejoignent la Mercedes-Benz no 20 de Levegh, qui est donc sur le point de concéder un tour de retard. Ce dernier roule à une allure modérée pour préserver sa voiture. C'est le moment des premiers relais et Castellotti sur sa Ferrari est le premier à s'arrêter et doit laisser filer Fangio et Hawthorn.
Levegh va être bientôt relayé par John Fitch, et Fangio va passer la main à Moss. Pendant ce temps, sur son Austin-Healey, le jeune pilote amateur Lance Macklin conduit à son rythme, avec un aussi petit moteur, il n'y a rien de mieux à faire. Il a déjà été doublé à quatre reprises par les leaders.
Mike Hawthorn reçoit l'ordre de ravitailler et mettra trois tours à obéir, il sait qu'il n'a presque plus d'essence mais cela ne l'empêche pas de poursuivre sur un rythme élevé. Il voulait rendre sa voiture au premier relais devant la Mercedes-Benz de Fangio. Hawthorn dépasse Levegh, puis, peu avant d'aborder la ligne droite des stands pour ravitailler, dépasse la petite Austin-Healey de Macklin. Fangio, qui accuse environ 200 mètres de retard sur Hawthorn, est quant à lui encore quelques longueurs derrière son équipier Levegh qui lui fait signe de la main d'attendre d'avoir passé la ligne droite des stands afin de pouvoir le doubler.

### L'accident
À peine a-t-il dépassé son compatriote Macklin que Hawthorn se rend compte qu'il arrive trop vite à son stand, freine brutalement et oblique sa trajectoire vers la droite pour prendre l'allée des stands, séparée de la piste par une simple ligne blanche. Visiblement surpris par la manœuvre de Hawthorn, Macklin écrase sa pédale de freins (ces derniers, contrairement à la Jaguar Type D, ne disposent pas de disques mais de tambours, Jaguar venant d'ailleurs d'inventer les freins à disques et étant la seule écurie à en être équipée) et fait un écart vers la gauche pour éviter une collision.
L'écart de l'Austin surprend Pierre Levegh, qui arrivait sur la gauche avec sa Mercedes-Benz lancée à approximativement 50 km/h de plus que Macklin. Levegh ne peut éviter de heurter par l'arrière l'Austin qui, étant assez ronde, a servi de tremplin à la Mercedes-Benz. Celle-ci décolle et s'écrase sur le muret qui sépare la piste des tribunes. En retombant, elle explose littéralement, tuant sur le coup son infortuné pilote, et expédiant des débris dans les tribunes. Le train avant, l'aérofrein (connu sous le nom de système Intrados) et le moteur sont autant de projectiles qui viennent tracer un sillon mortel dans les gradins, tuant instantanément plus de 70 personnes.
Déséquilibrée par le choc, l'Austin de Macklin part en toupie vers les stands où il écrase trois personnes (un gendarme, un journaliste et un commissaire de course ; le gendarme mourra des suites de ses blessures) pour ensuite rebondir et terminer sa course sur la barrière en bois des gradins.
Quant à Fangio, il parvient miraculeusement à se frayer un chemin au milieu du chaos, n'abîmant que légèrement sa carrosserie. Il témoignera plus tard que Pierre Levegh, en levant le bras quelques instants auparavant pour lui faire signe de patienter avant de le doubler, lui a sans doute sauvé la vie.
Mike Hawthorn quant à lui dépasse son stand, s’arrête plus loin en catastrophe, sort de sa voiture et voit l'explosion. Celui-ci est abasourdi par ce qu'il vient de provoquer, s'enfuit dans les stands pour aller demander pardon à Lance Macklin, mais ce dernier lui répond : "Tu as failli me tuer, non, je ne te pardonne pas !". Le règlement du Mans est formel, on ne peut faire marche arrière sur la piste des stands. Le directeur sportif de Jaguar, Lofty England, rattrape ainsi Hawthorn pour le remettre dans sa voiture afin qu'il fasse un tour supplémentaire pour pouvoir être relayé. le pilote Jaguar, se sentant coupable, refuse, England lui répond alors que c'est un ordre. Hawthorn s'exécute pour un tour et passe le relais à son équipier Ivor Bueb. En sortant de sa voiture, Mike Hawthorn est dans un état proche de l'hystérie. Au total, l'accident provoquera la mort de 82 personnes et fera 120 blessés dans le public.

### La course continue malgré tout
Malgré l'ampleur du drame, les organisateurs décident de ne pas stopper sa course. À la tradition consistant à ne pas arrêter un événement sportif s'ajoutent des considérations plus pragmatiques : si l'épreuve avait été arrêtée, les 300 000 spectateurs auraient quitté le circuit, bloquant les routes et donc l'acheminement des secours. La course se poursuit donc, ainsi que le duel entre la Mercedes-Benz de Moss et Fangio et la Jaguar de Hawthorn et Bueb. Moss et Fangio ont pris l'ascendant sur leurs adversaires et sont en tête de l'épreuve lorsque la direction de Mercedes-Benz à Stuttgart intime l'ordre à Alfred Neubauer vers 1 h du matin de retirer les deux Flèches d'Argent encore en course. N'ayant plus d'adversaires à leur niveau (les Ferrari, dont celle d'Eugenio Castellotti ayant abandonné sur ennui mécanique), la Jaguar de Mike Hawthorn et Ivor Bueb n'avait plus qu'à passer la ligne d'arrivée en vainqueur, le deuxième équipage, constitué de Peter Collins et Paul Frère au volant de l'Aston Martin DB3S, avait en effet 62 km de retard.

## Les causes du drame

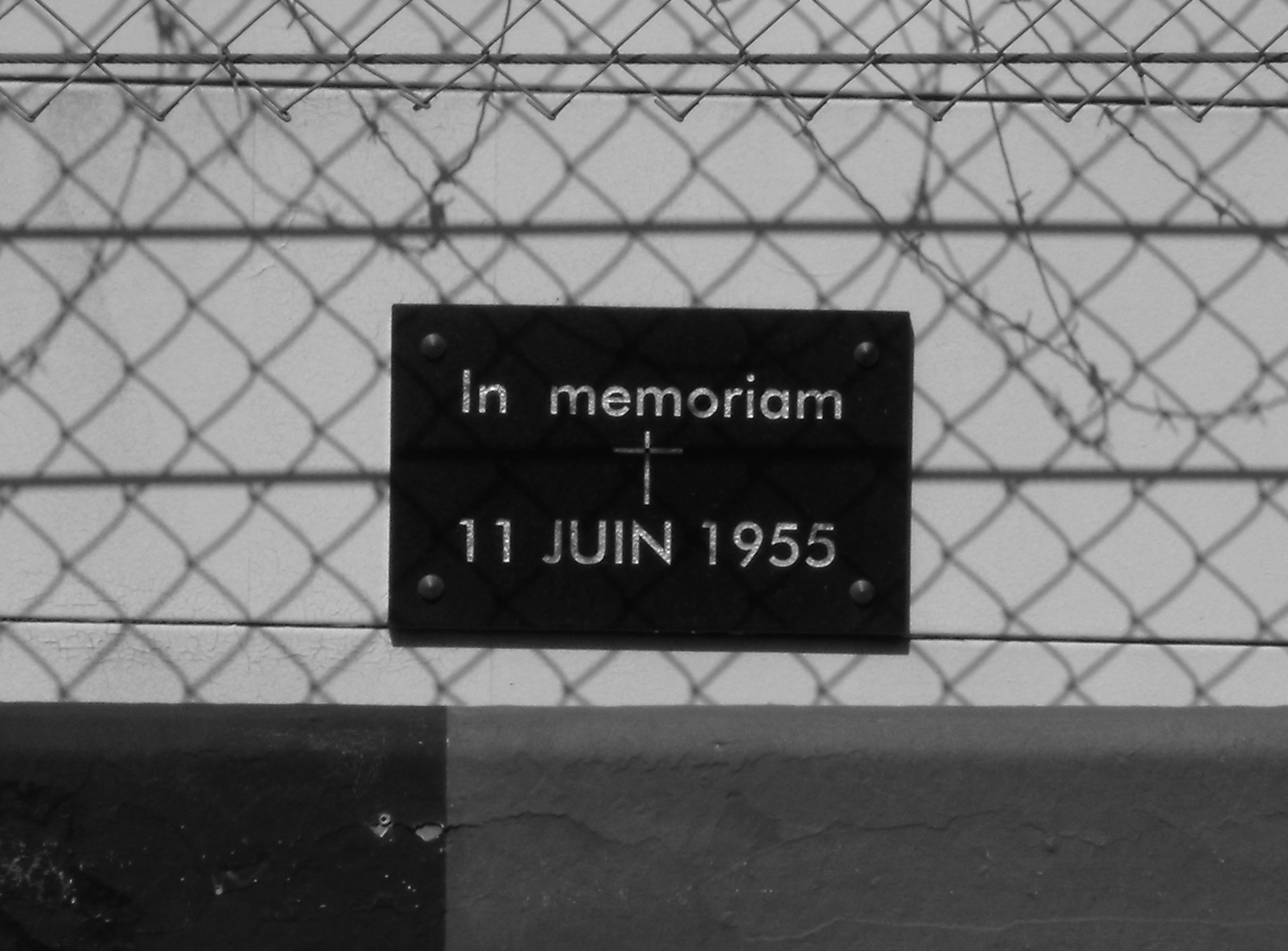
Plaque commémorative du drame du 11 juin 1955.

Longtemps, plusieurs zones d'ombre ont subsisté quant aux circonstances de l'accident. Contrairement à une idée répandue, la Mercedes-Benz de Levegh ne s'est pas écrasée dans les tribunes : ce sont seulement certains éléments de la voiture (comme le capot, le moteur et le train avant) qui ont été catapultés dans le public et ont semé la mort. Malgré la violence de l'impact de la Mercedes-Benz sur le talus, la manière dont elle s'est désintégrée pose question. De même, d'après plusieurs témoins, toutes les personnes décédées ne souffraient pas de blessures apparentes mais donnaient plutôt l'impression d'avoir été soufflées par une explosion. Par ailleurs, la façon dont Mercedes-Benz a retiré ses deux équipages rescapés au beau milieu de la nuit a suscité des interrogations. Simple abandon d'une compétition par respect des victimes, ou alors volonté de soustraire les voitures à des investigations techniques trop poussées (Mercedes-Benz avait été accusé d'avoir utilisé un additif non réglementaire) ? Le coéquipier de Levegh, John Fitch, avait immédiatement plaidé auprès de Rudolf Uhlenhaut, l'ingénieur en chef de Mercedes-Benz, pour se retirer. Le chef de presse de Mercedes-Benz, Arthur Kaiser, a aussitôt appelé le siège du constructeur à Stuttgart, mais la décision nécessitait un vote des membres du directoire et tous n'avaient pu être joints immédiatement pour cause de ligne saturée, d'où le maintien des voitures sur la piste. Les spéculations sur le type de carburant utilisé par Mercedes-Benz, qui aurait transformé les flèches d'argent en véritables bombes roulantes, allèrent bon train. Mais l'enquête officielle mettra Mercedes-Benz hors de cause. En revanche, ces voitures étaient faites d'un alliage contenant du magnésium, métal léger mais hautement inflammable qui s'est enflammé avec l'explosion du réservoir de la voiture de Levegh. Les secours, en tentant d'éteindre l'incendie avec de l'eau, n'ont fait qu'attiser le feu qui a ainsi duré plusieurs heures.
L'autre acteur du drame à être montré du doigt fut Mike Hawthorn. Pour certains, en rentrant trop brusquement dans l'allée des stands, le pilote Jaguar aurait commis une faute aux conséquences terribles. Les autorités sportives allemandes furent les plus sévères à son égard, en l'interdisant de compétition sur le territoire national pendant près d'un an. Malgré une presse (notamment en Allemagne et en France) très hostile à son égard, Hawthorn ne fut pas inquiété par d'autres autorités sportives, qui conclurent à un simple « fait de course », ni par la Justice. Témoin privilégié, puisqu'il était devant les stands au moment de l'accident et qu'il s'apprêtait à relayer son coéquipier Peter Collins, le pilote-journaliste Paul Frère a toujours dit qu'il ne lui avait pas semblé que la manœuvre de Hawthorn avait été précipitée ou fautive. Un nouvel éclairage basé sur un film d'amateur montrant la catastrophe a été apporté en 2010 par la BBC, dans un documentaire intitulé Deadliest crash, the 1955 Le Mans disaster. On y voit, image par image, la dangereuse manœuvre de Mike Hawthorn contraindre Lance Macklin à précipiter son Austin-Healey devant la Mercedes-Benz de Pierre Levegh. Les images du film amateur montrent le freinage violent (au point de faire de la fumée) de Macklin derrière Hawthorn qui s'est rabattu devant lui, sa manœuvre-réflexe qui le fait déboucher presque en glissade devant Levegh, l'accident de face au moment où il se produit, et la Mercedes-Benz s'envolant sur le talus. Le film s'interrompt alors que le preneur d'image se trouve sur la trajectoire probable des pièces de la voiture.
De nos jours, le débat sur la responsabilité de Mercedes-Benz ou de Hawthorn semble en partie laissé de côté. On soulignera d'autres facteurs de danger comme la différence de vitesse entre les catégories de voitures : l'Austin-Healey no 26 roulait à 190 km/h et était équipée des mêmes freins à disques Dunlop que la Jaguar d'Hawthorn qui ralentissait devant elle, tandis que la Mercedes-Benz no 20 et la Jaguar no 6 roulaient à 240 km/h. Enfin, la principale raison d'un bilan aussi lourd est la configuration du circuit dont les dispositifs de protections étaient insuffisants (barrières en bois et bottes de paille). Sur la ligne des stands, la voie avait une largeur de neuf mètres et le public était installé à seulement un mètre de la piste, dont il n'était séparé que par un talus en terre, dans une portion du circuit où le risque d'accident était élevé. Depuis sa création en 1923, le circuit du Mans fut très peu modifié alors que depuis cette époque, les voitures roulent deux fois plus vite. Les trois marques qui prétendaient à la victoire en 1955 (Ferrari, Jaguar et Mercedes-Benz) pouvaient atteindre les 300 km/h dans la ligne droite des Hunaudières (ces voitures étaient équipées en plus de pneus relativement étroits). Le pilote brésilien Hermano da Silva Ramos déclara que « dans la ligne droite du Mans, on y passait deux minutes et on avait le temps de réfléchir, d'écouter les bruits du pont, de la boîte et tout. Nous, on n'avait pas les rails de sécurité sur le côté. Il y avait des pins partout, ce qui fait que si vous sortiez de la route, ou si vous explosiez un pneu ou vous cassiez quelque chose, les arbres ils étaient pour vous. Si vous ratiez le premier, vous aviez droit au second. Donc c'était un endroit très dangereux et on avait le temps de réfléchir à ce qui pouvait se passer et il se passait très souvent quelque chose. »
Ce drame a fait l'objet d'un volet de l'émission Mystères d'archives et d'une émission intitulée 24 Heures du Mans 1955 : la course de la mort sur la chaîne de télévision franco-allemande Arte.

## Les conséquences du drame
L'ampleur du drame provoqua dans l'opinion publique un vif mais bref sentiment de rejet pour le sport automobile, que ce soit en France ou dans d'autres pays européens. Plusieurs gouvernements allèrent même jusqu'à interdire les compétitions automobiles sur leur sol. Au Mexique, l'accident du Mans causa l'interdiction définitive de la Carrera Panamericana, la célèbre course internationale de voitures de sport qui se disputait depuis 1950 sur route ouverte en plusieurs étapes. En Suisse, cette interdiction est toujours en vigueur pour les courses sur circuit malgré une initiative relancée deux fois. Mais dans la plupart des pays concernés, elle ne dura que quelques mois, comme en France ou en Allemagne, et les compétitions purent reprendre dès 1956, avec des normes de sécurité beaucoup plus sévères s'agissant de la protection du public.
Aux États-Unis, l'Association américaine des automobilistes, organisme d'autorité dans ce pays pour la compétition automobile, décide que ces compétitions dévient de l'objectif initial de l'association (la représentation des automobilistes), et laisse sa place à l'United States Auto Club.
Certains pilotes, choqués par le drame de l'accident, mirent un terme à leur carrière, comme le pilote brésilien Hermano da Silva Ramos qui roulait sur une Gordini au moment des faits ou alors le pilote français Mike Sparken sur Ferrari.
Le débat sur la sécurité des pilotes ne sera soulevé que bien plus tard, à la fin des années 1960, avec des retombées au XXIe siècle où le nombre de victimes diminue sensiblement. John Fitch, marqué par l'accident, se préoccupera beaucoup de sécurité routière et de protection des abords routiers et de circuits ; il est l'inventeur des Fitch Inertial Safety Barriers, également connues sous le nom de Fitch Barriers, ainsi que de nombreuses autres inventions dans le domaine de la sécurité.
Mercedes-Benz arrête la compétition automobile sur un titre remporté la même année en Formule 1 par Juan Manuel Fangio. La firme allemande revient dans un premier temps dans la Sarthe en s'associant à Sauber à la fin des années 1980, mais elle n’apparaît à nouveau en tant que constructeur sous son nom propre que 43 ans plus tard et en Formule 1 à partir de 2010.

## Que devinrent les pilotes impliqués dans l'accident?

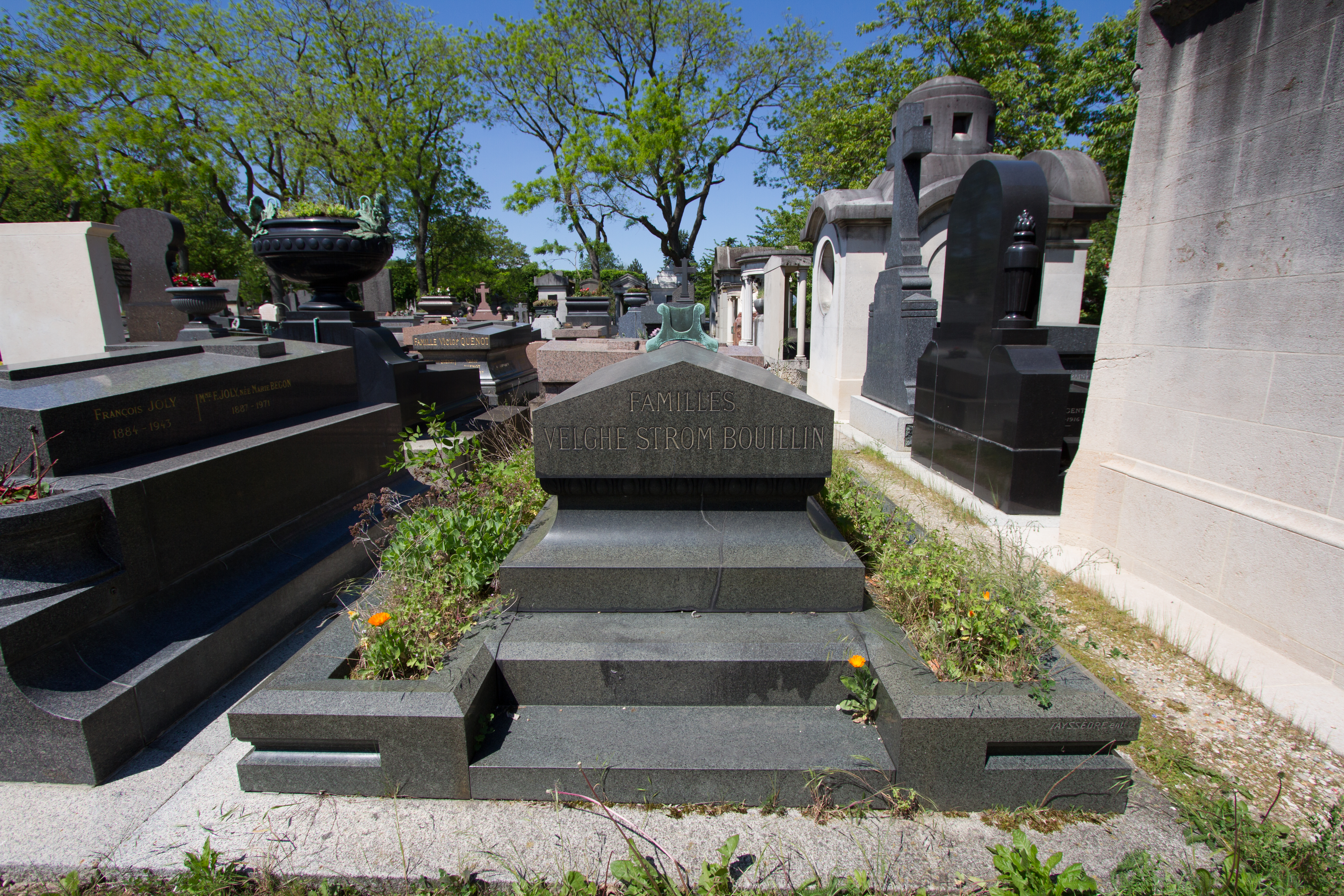
Sépulture de Pierre Levegh et Alfred Velghe au cimetière du Père-Lachaise.

- L’infortuné pilote de la Mercedes-Benz 300 SLR, Pierre Levegh (âgé de 49 ans), tué sur le coup, fut enterré au cimetière du Père-Lachaise dans un caveau partagé avec son oncle, pilote, Alfred Velghe.
- Le pilote de l’Austin Healey, Lance Macklin, s’en sortit miraculeusement indemne. Il décida de continuer à participer aux courses automobiles. Plus tard, un accident au RAC Tourist Trophy se déroula le 17 septembre 1955 sur le circuit de Dundrod : Macklin quitta la route volontairement avec son Austin-Healey 100S pour éviter l'accident où Jim Mayers et William T. Smith trouvèrent la mort. Très traumatisé moralement, il décide de se retirer définitivement des sports automobiles. Il poursuivra une carrière dans l'automobile, mais bien plus tranquillement en entrant au service exportation de la dernière marque française de prestige Facel Vega. Il décéda le 29 août 2002 à Tenterden dans le Kent à l’âge de 82 ans.
- Juan Manuel Fangio (qui réussit à éviter l’accident), continua sa carrière de pilote mais refusa de participer à nouveau aux 24 Heures du Mans. Il gagna le titre de champion du monde de Formule 1 de 1955 sur Mercedes-Benz. L’écurie s’étant retirée de toute compétition automobile, il gagna son quatrième titre en 1956 chez Ferrari et son cinquième titre chez Maserati en 1957. Il mit fin à sa carrière en 1958. Âgé de 84 ans, il meurt le 17 juillet 1995 à Buenos Aires à la suite d'une crise cardiaque associée à une pneumonie.
- Mike Hawthorn, vainqueur de l’épreuve et pointé du doigt comme grand fautif dans l’accident, poursuivit sa carrière en Formule 1 chez Vanwall. Celle-ci s'avère peu compétitive et au bout de quelques laborieuses participations, Hawthorn parvient à casser son contrat d'un commun accord avec son employeur. Il reprit part aux 24 Heures du Mans en 1956 sur sa fameuse Jaguar Type D mais termina 6e. Il participa aussi aux deux éditions suivantes, sur une Ferrari, mais dut abandonner. En 1957, il fit son retour chez Ferrari en Formule 1. En plein milieu de la saison 1958, Fangio prit sa retraite, laissant ainsi Hawthorn lui succéder au palmarès. Le Britannique se tua dans un accident de la route le 22 janvier 1959 dans sa Jaguar 3.4 Mk.1. Il faisait la course contre la Mercedes-Benz 300 SL Gullwing de son ami Robert Walker. Sur une route de campagne humide en Angleterre, il perdit le contrôle de sa puissante Jaguar et heurta une camionnette, avant de s'encastrer dans un arbre. Grièvement blessé à la tête, il mourut avant l'arrivée des secours. Il n’avait que 29 ans.

## Classement final de la course

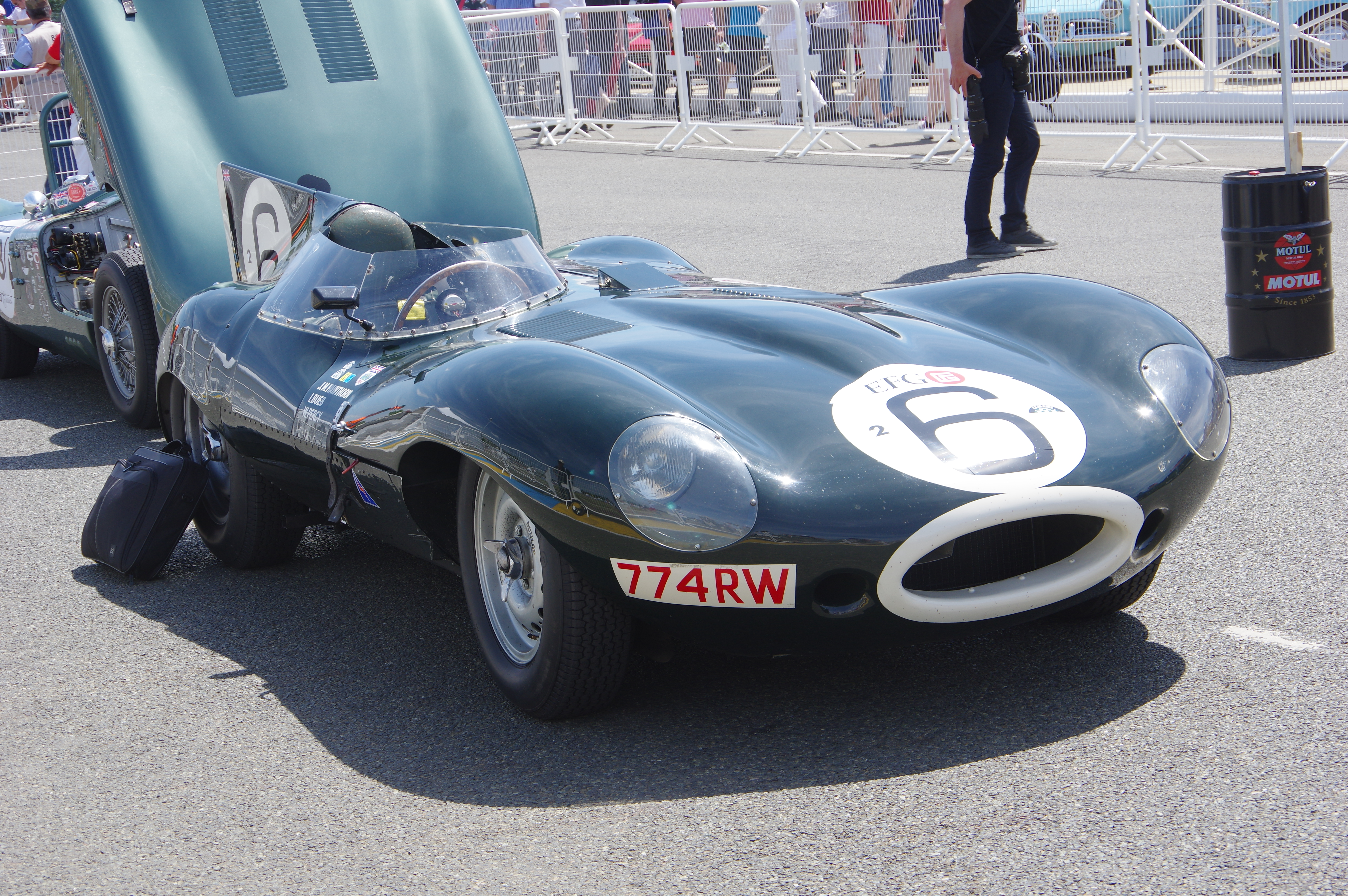
La Jaguar Type D victorieuse de l'édition 1955 (présente ici au Mans Classic en 2016).

| Pos. | Catégorie | no | Écurie                                  | Pilotes                                  | Châssis                      | Moteur                  | Pneus | Tours |
| ---- | --------- | -- | --------------------------------------- | ---------------------------------------- | ---------------------------- | ----------------------- | ----- | ----- |
| 1    | S 5.0     | 6  | Jaguar Cars Ltd.                        | Mike Hawthorn Ivor Bueb                  | Jaguar Type D                | Jaguar 3.4L I6          | D     | 307   |
| 2    | S 3.0     | 23 | Aston Martin Ltd.                       | Peter Collins Paul Frère                 | Aston Martin DB3S            | Aston Martin 2.9L I6    | A     | 302   |
| 3    | S 5.0     | 10 | Écurie Francorchamps                    | Johnny Claes Jacques Swaters             | Jaguar Type D                | Jaguar 3.4L I6          | D     | 296   |
| 4    | S 1.5     | 37 | Porsche KG                              | Helmut Polensky Richard von Frankenberg  | Porsche 550/4 RS 1500 Spyder | Porsche 1.5L Flat-4     | D     | 284   |
| 5    | S 1.5     | 66 | Équipe nationale belge Gonzague Olivier | Wolfgang Seidel Olivier Gendebien        | Porsche 550/4 RS 1500 Spyder | Porsche 1.5L Flat-4     | D     | 276   |
| 6    | S 1.5     | 62 | Porsche KG                              | Helm Glöckler Joroslav Juhan             | Porsche 550/4 RS 1500 Spyder | Porsche 1.5L Flat-4     | D     | 273   |
| 7    | S 2.0     | 34 | Bristol Aeroplane Company               | Peter S. Wilson Jim Mayers               | Bristol 450C Open            | Bristol 2.0L I6         | D     | 271   |
| 8    | S 2.0     | 33 | Bristol Aeroplane Company               | Mike Keen Tommy Line                     | Bristol 450C Open            | Bristol 2.0L I6         | D     | 270   |
| 9    | S 2.0     | 32 | Bristol Aeroplane Company               | Tommy Wisdom Jack Fairman                | Bristol 450C Open            | Bristol 2.0L I6         | D     | 268   |
| 10   | S 2.0     | 35 | Automobiles Frazer Nash Ltd.            | Marcel Becquart Richard Stoop            | Frazer Nash Sebring          | Bristol 2.0L I6         | D     | 260   |
| 11   | S 1.5     | 40 | Edgar Fronteras                         | Giulio Cabianca Giuseppe Scorbati        | O.S.C.A. MT-4 1500           | O.S.C.A. 1.5L I4        | P     | 256   |
| 12   | S 1.5     | 41 | MG Cars Ltd.                            | Ken Miles Johnny Lockett                 | MG EX182                     | MG 1.5L I4              | D     | 249   |
| 13   | S 1.1     | 49 | Porsche KG                              | Auguste Veuillet Zora Arkus-Duntov (en)  | Porsche 550/4 Spyder         | Porsche 1.1L I4         | D     | 245   |
| 14   | S 2.0     | 28 | Standard Triumph Ltd.                   | Robert Dickson Ninian Sanderson          | Triumph TR2                  | Triumph 2.0L I4         | D     | 242   |
| 15   | S 2.0     | 29 | Standard Triumph Ltd.                   | Ken Richardson Bert Hadley               | Triumph TR2                  | Triumph 2.0L I4         | D     | 242   |
| 16   | S 750     | 63 | Écurie Jeudy-Bonnet                     | Louis Cornet Robert Mougin               | DB HBR-MC                    | Panhard 0.7L Flat-2     | D     | 236   |
| 17   | S 1.5     | 64 | MG Cars Ltd.                            | Ted Lund Hans Waeffler                   | MG EX182                     | MG 1.5L I4              | D     | 234   |
| 18   | S 1.5     | 65 | Gonzague Olivier                        | Gonzague Olivier Josef Jeser             | Porsche 550/4 Spyder         | Porsche 1.5L Flat-4     | D     | 234   |
| 19   | S 2.0     | 68 | Standard Triumph Ltd.                   | Leslie Brooke Mortimer Morris-Goodall    | Triumph TR2                  | Triumph 2.0L I4         | D     | 214   |
| 20   | S 750     | 59 | Écurie Jeudy-Bonnet                     | Georges Trouis Louis Héry                | DB HBR-Spyder                | Panhard 0.7L Flat-2     | D     | 209   |
| 21   | S 1.1     | 47 | Cooper Car Company                      | Edgar Wadsworth John Brown               | Cooper T39                   | Coventry Climax 1.1L I4 | D     | 207   |
| Abd. | S 3.0     | 16 | Officine Alfieri Maserati               | Luigi Musso Luigi Valenzano              | Maserati 300S                | Maserati 3.0L I6        | P     | 239   |
| Abd. | S 3.0     | 22 | Briggs Cunningham                       | Briggs Cunningham Sherwood Johnston      | Cunningham C6-R              | Offenhauser 2.9L I4     | F     | 196   |
| Abd. | S 5.0     | 7  | Jaguar Cars Ltd.                        | Tony Rolt Duncan Hamilton                | Jaguar Type D                | Jaguar 3.4L I6          | D     | 186   |
| Abd. | S 750     | 52 | Société Monopole                        | Pierre Hemard Pierre Flahaut             | Monopole X88                 | Panhard 0.7L Flat-2     | D     | 145   |
| Abd. | S 2.0     | 30 | Automobiles Gordini                     | Jacques Pollet Hermano da Silva Ramos    | Gordini T20S                 | Gordini 2.0L I8         | E     | 145   |
| Abd. | S 750     | 60 | Automobili Stanguellini                 | René Philippe Faure Pierre Duval         | Stanguellini 750 Bialbero    | Fiat 0.7L I4            | D     | 136   |
| Abd. | S 3.0     | 19 | Daimler-Benz A.G.                       | Juan Manuel Fangio Stirling Moss         | Mercedes-Benz 300 SLR        | Mercedes-Benz 3.0L I8   | C     | 134   |
| Abd. | S 3.0     | 21 | Daimler-Benz A.G.                       | Karl Kling André Simon                   | Mercedes-Benz 300 SLR        | Mercedes-Benz 3.0L I8   | C     | 130   |
| Abd. | S 1.1     | 51 | Automobiles Panhard et Levassor         | René Cotton André Beaulieux              | Panhard VM5                  | Panhard 0.9L Flat-2     | D     | 108   |
| Abd. | S 5.0     | 5  | Scuderia Ferrari                        | Maurice Trintignant Harry Schell         | Ferrari 121LM                | Ferrari 4.4L I6         | E     | 107   |
| Abd. | S 5.0     | 8  | Jaguar Cars Ltd.                        | Don Beauman Norman Dewis                 | Jaguar Type D                | Jaguar 3.4L I6          | D     | 106   |
| Abd. | S 3.0     | 24 | Aston Martin Ltd.                       | Roy Salvadori Peter Walker               | Aston Martin DB3S            | Aston Martin 2.9L I6    | A     | 105   |
| Abd. | S 3.0     | 12 | « Heldé »                               | Pierre Louis-Dreyfus Jean Lucas          | Ferrari 750 Monza            | Ferrari 3.0L I4         | D     | 104   |
| Abd. | S 750     | 58 | Écurie Jeudy-Bonnet                     | Paul Armagnac Gérard Laureau (de)        | DB HBR-MC                    | Panhard 0.7L Flat-2     | D     | 101   |
| Abd. | S 1.1     | 48 | Lotus Engineering                       | Colin Chapman Ron Flockhart              | Lotus 9                      | Coventry Climax 1.1L I4 | D     | 99    |
| Abd. | S 1.1     | 50 | Automobiles Panhard et Levassor         | Pierre Chancel (de) Robert Chancel       | Panhard VM5                  | Panhard 0.9L Flat-2     | D     | 94    |
| Abd. | S 2.0     | 31 | Officine Alfieri Maserati               | Carlo Tomasi Francesco Giardini          | Maserati 200S                | Maserati 2.0L I4        | P     | 96    |
| Abd. | S 5.0     | 1  | Aston Martin Lagonda Ltd.               | Reg Parnell Dennis Poore                 | Lagonda DP166                | Lagonda 4.5L V12        | A     | 93    |
| Abd. | S 3.0     | 25 | Aston Martin Ltd.                       | Tony Brooks John Riseley-Prichard        | Aston Martin DB3S            | Aston Martin 2.9L I6    | A     | 83    |
| Abd. | S 3.0     | 27 | Jean-Paul Colas                         | Jean-Paul Colas Jacques Dewez            | Salmson 2300S Spyder         | Salmson 2.3L I4         | D     | 82    |
| Abd. | S 5.0     | 3  | Scuderia Ferrari                        | Umberto Maglioli Phil Hill               | Ferrari 121LM                | Ferrari 4.4L I6         | E     | 76    |
| Abd. | S 1.5     | 38 | Walter Ringgenberg                      | Walter Ringgenberg Hans-Jörg Gilomen     | Porsche 550/4 Spyder         | Porsche 1.5L Flat-4     | D     | 65    |
| Abd. | S 1.5     | 43 | Connaught Engineering                   | Kenneth McAlpine Eric Thompson           | Connaught AL/SR              | Lea Francis 1.5L I4     | D     | 60    |
| Abd. | S 2.0     | 69 | Alexandre Constantin                    | Jacques Savoye Jacques Poch              | Constantin C Barquette       | Peugeot 2.0L I4         | E     | 52    |
| Abd. | S 5.0     | 4  | Scuderia Ferrari                        | Eugenio Castellotti Count Paolo Marzotto | Ferrari 121LM                | Ferrari 4.4L I6         | E     | 52    |
| Abd. | S 1.1     | 46 | Kieft Cars Ltd.                         | Alan Rippon Bill Merrick                 | Kieft                        | Coventry Climax 1.1L I4 | D     | 47    |
| Abd. | S 5.0     | 9  | Briggs Cunningham                       | William Spear Phil Walters               | Jaguar Type D                | Jaguar 3.4L I6          | F     | 43    |
| Abd. | S 750     | 57 | Écurie Jeudy-Bonnet                     | René Bonnet Claude Storez                | DB HBR-MC                    | Panhard 0.7L Flat-2     | D     | 44    |
| Abd. | S 5.0     | 11 | Cooper Car Company                      | Peter Whitehead Graham Whitehead         | Cooper T38                   | Jaguar 3.4L I6          | D     | 38    |
| Abd. | S 3.0     | 20 | Daimler-Benz A.G.                       | Pierre Levegh John Fitch                 | Mercedes-Benz 300 SLR        | Mercedes-Benz 3.0L I8   | C     | 34    |
| Abd. | S 2.0     | 36 | Automobiles Frazer Nash Ltd.            | Cecil Vard Dick Odlum                    | Frazer Nash Sebring          | Bristol 2.0L I6         | D     | 33    |
| Abd. | S 750     | 53 | Société Monopole                        | Francis Navarro Jean de Montrémy         | Monopole Sport X88           | Panhard 0.7L Flat-2     | D     | 30    |
| Abd. | S 3.0     | 26 | Lance Macklin                           | Lance Macklin Les Leston                 | Austin-Healey 100S           | BMC 2.7L I4             | D     | 28    |
| Abd. | S 1.5     | 42 | MG Cars Ltd.                            | Dick Jacobs Joe Flynn                    | MG EX182                     | MG 1.5L I4              | D     | 27    |
| Abd. | S 750     | 56 | Automobiles VP                          | Yves Giraud-Cabantous Yves Lesur         | Vernet-Pairard 166R          | Renault 0.7L I4         | D     | 26    |
| Abd. | S 3.0     | 15 | Officine Alfieri Maserati               | Roberto Mières Cesare Perdisa            | Maserati 300S                | Maserati 3.0L I6        | P     | 24    |
| Abd. | S 3.0     | 14 | Mike Sparken                            | Mike Sparken Masten Gregory              | Ferrari 750 Monza            | Ferrari 3.0L I4         | D     | 23    |
| Abd. | S 750     | 61 | Nardi Automobili                        | Dr. Mario Damonte Roger Crovetto         | Nardi 750LM                  | Crosley 0.7L I4         | D     | 5     |
| Abd. | S 1.5     | 39 | Kieft Cars Ltd.                         | Berwyn Baxter John Deeley                | Kieft                        | Coventry Climax 1.5L I4 | D     | 4     |

Note : dans la colonne « Pneus » apparaît l'initiale du fournisseur, il suffit de placer le pointeur au-dessus du modèle pour connaître le manufacturier de pneumatiques. Les pneus Avon (A) sont depuis devenus propriété de Cooper Tire & Rubber Company.

## Record du tour
- Meilleur tour en course :  Mike Hawthorn (no 6, Jaguar Type D, Jaguar Cars Ltd.) en 4 min 6 s 6 (196,964 km/h) au vingt-huitième tour[7]

## Prix et trophées
- Prix de la Performance :  Porsche KG (no 37, Porsche 550/4 RS 1500 Spyder)
- 21e Coupe Biennale :  Porsche KG (no 37, Porsche 550/4 RS 1500 Spyder)

## Heures en tête
| no | Voiture               | Écurie           | Pilotes                            | Heures    | Total     |
| -- | --------------------- | ---------------- | ---------------------------------- | --------- | --------- |
| 4  | Ferrari 121 LM        | Scuderia Ferrari | Eugenio Castellotti Paolo Marzotto | 1re       | 1 heure   |
| 19 | Mercedes-Benz 300 SLR | Daimler-Benz AG  | Juan Manuel Fangio Stirling Moss   | 2e à 9e   | 8 heures  |
| 6  | Jaguar D              | Jaguar Cars Ltd. | Mike Hawthorn Ivor Bueb            | 10e à 24e | 15 heures |

## À noter
- Longueur du circuit : 13,492 km
- Distance parcourue : 4 135,380 km
- Vitesse moyenne : 172,308 km/h
- Écart avec le 2e : 62,360 km